# Йон Йонсон
«Йон Йонсон» (англ. Yon Yonson) — американское народное рекурсивное стихотворение, которое может повторяться неограниченное количество раз.

## Происхождение песни
Песня часто поётся со скандинавским акцентом (например, «J» произносится как «Y»; английская «W» как выраженный звук «V»). Этот акцент раскрывается уже в заглавном имени «Йон Йонсон», которое в американском варианте английского языка, обычно превращается в «Джан Джансен» или «Джон Джонсон». Демонстративный шведский акцент, возможно, указывает на происхождение песни вскоре после прибытия шведских эмигрантов в Соединённые Штаты Америки.
Возможным источником происхождения песни является шведская постановка «Йон Йонсон» (1899 год) о лесном лагере в Миннесоте (штат Миннесота является соседом штата Висконсин). Однако нет никаких доказательств, что одноимённая песня исполнялась как часть постановки.

## Наиболее распространенная версия
Существуют многочисленные версии этой песни, но все они являются вариациями следующего текста:
Английский оригинал:

My name is Yon Yonson,

I come from Wisconsin.

I work in a lumber yard there.

Everyone that I meet

When I walk down the street,

Says «Hello! What’s your name?»

And I say: My name is Yon Yonson…

Вариант перевода на русский:

Меня зовут Йон Йонсон,

Мой штат родной — Висконсин.

Работаю на складе я, где досочки кладут.

И каждый первый встречный

На улице, конечно,

Мне скажет: «О, привет! И как тебя зовут?»

А я в ответ: меня зовут Йон Йонсон… (И так далее).

## Культурное влияние
- Песня проходит рефреном в романе «Бойня номер пять, или Крестовый поход детей» (1969 г.) Курта Воннегута.
- В 1987 году канадская группа альтернативного рока «The Dave Howard Singers» выпустила индастриал-панк-версию песни «Йон Йонсон».
- Американская детская группа «Ralph's World» выпустила версию песни на альбоме 2003 года, носящем название «Peggy's Pie Parlor». Текст песни был изменён и незначительно отличается от того, что приведён в этой статье.
- В компьютерной игре Psychonauts, персонаж Саша Найн начинает рассказывать это стихотворение в оцепенении, если бой с мега-цензором продолжается достаточно долго.
- Песня включена во многие американские песенники, издаваемые для детей.
- Текст стихотворения был использован в 1994 году в рекламе унисекс туалетной воды One от модного дома Calvin Klein